# 山案座ζ
山案座ζ，又名CP-80 196，HD 50506、SAO 258451、HR 2559，是山案座的一颗恒星，视星等为5.64，位于銀經292.6，銀緯-27.21，其B1900.0坐标为赤經6h 48m 22.5s，赤緯-80° -27.21′ 30″。